# Toxoderopsis spinigera
Toxoderopsis spinigera är en bönsyrseart som beskrevs av Wood-mason 1889. Toxoderopsis spinigera ingår i släktet Toxoderopsis och familjen Toxoderidae. Inga underarter finns listade i Catalogue of Life.